# Jan Řeřicha (sochař)
Jan Řeřicha (* 9. srpna 1975 v Praze) je český sochař, malíř, stavitel[zdroj⁠?!] a pedagog. Mezi jeho stěžejní díla patří funkční mramorové housle a kytara. Mramorové housle se staly dvakrát oficiálním darem České republiky v rámci světové výstavy EXPO 2010 v Šanghaji a EXPO 2015 v Miláně. Po EXPO byly až do začátku roku 2016 vystaveny v Cremoně v Museo Stradivariano. Je zároveň autorem akustické mramorové kytary, na kterou hraje od roku 2006 profesor Štěpán Rak.
Věnuje se olejomalbě, figurální a portrétní tvorbě. Pracuje též jako technický dozor a designér ohledně obkladových materiálů a kamenných prvků.
V současné době je vedoucím projektu rekonstrukce kláštera v Dolním Ročově.

## Dílo
- 2002 – socha Atlase, pískovec, hotel Baroko, Praha
- 2004 – socha Discobola, bronz, česká ambasáda v Athénách
- 2011 – busta Ježíše Krista, Klášter augustiniánů, Praha

## Zastoupení ve sbírkách
- Muzeum hlavního města Prahy
- soukromé sbírky: USA, Belgie, Německo, Japonsko

## Pedagogická činnost
- 1995–2000 – ZUŠ Praha 6 Brixiho, Šárecké údolí a ZUŠ Olešská, Praha 10
- 1997–2000 – Rakouské gymnázium v Praze
- 2000–2002 – Soukromá taneční konzervatoř Jitky Tázlarové
- 2016–2017 – Střední škola Aloyse Klara